# Apionichthys sauli
Apionichthys sauli is een straalvinnige vissensoort uit de familie van de amerikaanse tongen (Achiridae). De wetenschappelijke naam van de soort is voor het eerst geldig gepubliceerd in 2003 door Ramos.